# Gyimótfalva
Gyimótfalva (németül Jormannsdorf) Tarcsafürdő településrésze Ausztriában Burgenland tartományban a Felsőőri járásban.

## Fekvése
Felsőőrtől 6 km-re északra fekszik.

## Története
Területe ősidők óta lakott. Határában vaskori sírhalom található.
A mai települést 1388-ban "Gyarmanusfalva" néven említik először. Valószínűleg már a 13. századtól a borostyánkői uradalom részeként a Németújvári grófok birtoka volt. 1388-tól azn uradalommal együtt a Kanizsaiak birtoka, akik gótikus kápolnát építenek itt. 1486-ban az alsó-ausztriai Königsberger családé lett. 1591-ben említik először a Königsbergek itteni udvarházát, a későbbi Batthyány-kastély elődjét.  Az uradalmat 1644-ben Batthyány Ádám vásárolta meg. 1701-ben piactartási jogot kapott, mely nagyban elősegítette fejlődését. A Rákóczi-szabadságharc idején többször érte kuruc támadás, majd 1713-ban pestisjárvány pusztított. Az itteni parasztok életét az elviselhetetlen robotterhek is nehezítették.
Fényes Elek szerint " Jormensdorf, (Gyirmótfalva), német falu, Vas vmegyében: 144 kath., 185 ágostai lak. Feje egy uradalomnak, mellyet gr. Batthyáni Ferencz bir, s melly annyira bővelkedik nyulakban, hogy volt esztendő, mellyben az urbéri vadászaton 900 lövetett. Ut. post. Kőszeg."
Vas vármegye monográfiája szerint " Gyimótfalva, 42 házzal és 314 németajkú r. kath. és ág. ev. lakossal. Postája és távírója Tarcsa. Határában vaskori sírhalom van. Gótikus temploma nagyon régi. A gróf Batthyány-családnak itt régi, érdekes várkastélya van, mely szép, vadregényes park közepén fekszik."
1910-ben 291, többségben német lakosa volt, jelentős magyar kisebbséggel. A trianoni békeszerződésig Vas vármegye Felsőőri járásához tartozott. 1921-ben Ausztria Burgenland tartományának része lett. 1971-ben közigazgatásilag Tarcsafürdőhöz csatolták.

## Nevezetességei
- Szent Annatiszteletére szentelt római katolikus temploma 1330 körül épült gótikus stílusban. Bejárata mellett a falon levő márványtábla Baltasar von Samnitz császári tiszt síremléke, aki a török üldözése közben sebesült meg és itt halt meg 1683. augusztus 19-én.
- A Batthyány-kastélyt 1624 és 1626 között a Königsberg család építtette, 1627-ben bővítették, 1644-ben került a Batthyányak tulajdonába. 1790-ben gróf  Batthyány József bővíttette és angolparkot létesített körülötte. 1956-ig volt a család tulajdona. 1948-ban mezőgazdasági iskola, majd 1957-től szállodaként működik.
- A falu felett 700 m-re keletre Madonna szobor áll, melyet az 1917-ben itt halálos balesetet szenvedett Szmrecsányi István tábornok emlékére emeltek.

## Híres emberek
Itt született 1717-ben Trattner János Tamás híres bécsi nyomdász.

## Külső hivatkozások
- Tarcsafürdő weboldala
- Gyimótfalva a dél-burgenlandi települések weblapján
- A tarcsafürdői katolikus plébánia honlapja